# Цешин (Люблінське воєводство)
Цешин (пол. Cieszyn) — село в Польщі, у гміні Грабовець Замойського повіту Люблінського воєводства. Населення — 130 осіб (2011).

## Історія
За даними етнографічної експедиції 1869—1870 років під керівництвом Павла Чубинського, у селі здебільшого проживали греко-католики, усе населення розмовляло українською мовою.
За німецької окупації у селі діяла українська школа.
У 1975—1998 роках село належало до Замойського воєводства.

## Демографія
Демографічна структура станом на 31 березня 2011 року:
|          | Загалом | Допрацездатний вік | Працездатний вік | Постпрацездатний вік |
| -------- | ------- | ------------------ | ---------------- | -------------------- |
| Чоловіки | 64      | 10                 | 42               | 12                   |
| Жінки    | 66      | 14                 | 32               | 20                   |
| Разом    | 130     | 24                 | 74               | 32                   |